# Divizia A 1950
La Divizia A 1950 è stata la 33ª edizione del campionato di calcio rumeno, disputato tra il 19 marzo e il 19 novembre 1950 e si concluse con la vittoria finale del Flamura Roșie Arad, al suo terzo titolo.
Capocannoniere del torneo fu Andrei Rădulescu (Locomotiva București), con 18 reti.

## Formula
La federazione adottò il sistema sovietico che prevedeva di disputare il campionato tra la primavera e l'autunno. Per colmare il vuoto, nell'autunno 1949 venne istituita la Cupa de Toamnă riservata alle 36 squadre delle prime due serie, divise in diversi gruppi ma non venne disputato il girone finale.
Il numero di squadre partecipanti alla Divizia A fu di 12, che disputarono un turno di andata e ritorno per un totale di 22 partite con le ultime due classificate retrocesse in Divizia B.
Le seguenti società cambiarono denominazione:
Le squadre affiliate alla compagnia ferroviaria cambiarono nome da CFR a Locomotiva, compreso il RATA Târgu-Mureș. L' ITA Arad diventò Flamura Roșie Arad, il CSU Timișoara cambiò in Știința Timișoara, il CSCA Bucarest in CCA Bucarest, i campioni in carica dell'ICO Oradea diventarono Progresul ICO Oradea, il Metalochimic Reșița Metalul Reșița mentre il Jiul Petroșani e il Petrolul București modificarono il nome in Partizanul.

## Squadre partecipanti
| Club                   | Città       | Stadio | Posizione 1948-1949 |
| ---------------------- | ----------- | ------ | ------------------- |
| CCA București          | Bucarest    |        | 6°                  |
| Locomotiva București   | Bucarest    |        | 2°                  |
| Locomotiva Timișoara   | Timișoara   |        | 5°                  |
| Știința Timișoara      | Timișoara   |        | 10°                 |
| Dinamo Bucarest        | Bucarest    |        | 8°                  |
| Locomotiva Târgu-Mureș | Târgu Mureș |        | 4°                  |
| Locomotiva Sibiu       | Sibiu       |        | Divizia B           |
| Flamura Roșie Arad     | Arad        |        | 9°                  |
| Partizanul Petroșani   | Petroșani   |        | 3°                  |
| Partizanul București   | Bucarest    |        | 7°                  |
| Progresul ICO Oradea   | Oradea      |        | Campioni di Romania |
| Metalul Reșița         | Reșița      |        | Divizia B           |

## Classifica finale
|  | Pos. | Squadra                | Pt | G  | V  | N | P  | GF | GS | DR  |
|  | ---- | ---------------------- | -- | -- | -- | - | -- | -- | -- | --- |
|  | 1.   | Flamura Roșie Arad     | 28 | 22 | 11 | 6 | 5  | 43 | 27 | +16 |
|  | 2.   | Locomotiva București   | 28 | 22 | 11 | 6 | 5  | 43 | 33 | +10 |
|  | 3.   | Știința Timișoara      | 25 | 22 | 9  | 7 | 6  | 30 | 37 | -7  |
|  | 4.   | Locomotiva Timișoara   | 24 | 22 | 11 | 2 | 9  | 40 | 28 | +12 |
|  | 5.   | CCA București          | 24 | 22 | 8  | 8 | 6  | 37 | 26 | +11 |
|  | 6.   | Partizanul Petroșani   | 22 | 22 | 7  | 8 | 7  | 39 | 38 | +1  |
|  | 7.   | ICO Oradea             | 22 | 22 | 8  | 6 | 8  | 32 | 34 | -2  |
|  | 8.   | Dinamo București       | 21 | 22 | 9  | 3 | 10 | 40 | 45 | -5  |
|  | 9.   | Locomotiva Târgu-Mureș | 18 | 22 | 6  | 6 | 10 | 32 | 38 | -6  |
|  | 10.  | Partizanul București   | 18 | 22 | 5  | 8 | 9  | 39 | 49 | -10 |
|  | 11.  | Metalul Reșița         | 18 | 22 | 6  | 6 | 10 | 38 | 48 | -10 |
|  | 12.  | Locomotiva Sibiu       | 16 | 22 | 4  | 8 | 10 | 28 | 38 | -10 |

Legenda:

      Campione di Romania
      Retrocessa in Divizia B
Note:

Due punti a vittoria, uno a pareggio, zero a sconfitta.

### Verdetti
- Flamura Roșie Arad Campione di Romania 1950.
- Metalul Reșița e Locomotiva Sibiu retrocesse in Divizia B.